# 泰國農業

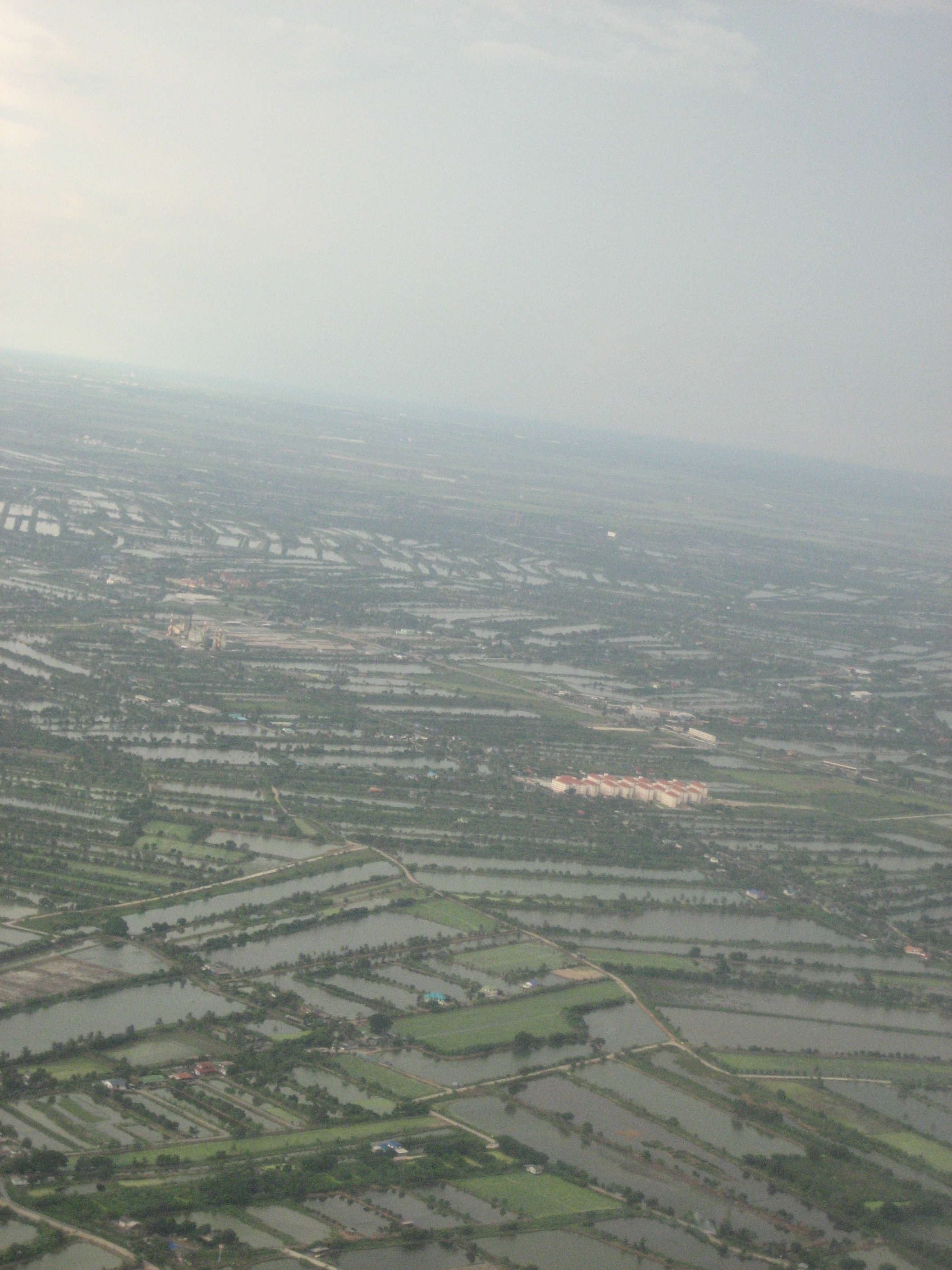
曼谷农村地区的农业

泰國農業以其競爭激烈、多元化和專業化的特色見稱，農產品成功銷往世界各地。作為世界稻米市場的其中一個主要出口國，水稻是泰國最重要的農作物，其他主要農產品有魚類、木薯、橡膠、穀物和和蔗糖，而加工食品如罐裝金槍魚、鳳梨和冷凍蝦的出口量也在上升。該國北部是黑象牙咖啡（Black Ivory coffee）出產地。

## 歷史
現代泰國農業獨有的方法均有歷史、科學和社會等方面的根源。新石器革命後，泰國地區分階段推行農業城市，狩獵和採集糧食的社會最終發展為國教王朝（state-religious empires），壯泰語族移民更為該地區發展獨有的可持續農業方法。
自公元1000年左右，壯泰語族移民的糯米水培法令當地社會長期有可銷盈餘，稻作農業在國家安全和經濟福祉均起重要作用。後來受中國和歐洲影響，農務企業的需求日益增大，透過人口增長和農地發展擴張農業。
農業發展使失業率自1960年代超過60％下降到21世紀初不足10％。在同一時期，食品價格減半，受飢餓影響的家庭從1988年的255萬個下降至2007年的41.8萬個，兒童營養不良的比例從1987年17％大幅降低到2006年7％。這歸功於（一）政府在確保基建投資、教育和信貸獲取方面採取積極措施和（二）農務企業推行奏效的政策，幫助泰國轉型至工業化經濟。

## 轉型
在1960至1970年代期間，農業因土地和失業勞工增加而能夠擴展。農務行業在1962至1983年間每年平均增長4.1％，在1980年更僱用超過70％的勞動人口。該國政府認為需要透過發展農務行業推動工業化，因而對出口產品徵稅以維持較低的國內價格，同時提高國家收入用作投資其他經濟領域。當非農行業開始發展，勞工轉往其他行業，農業的勞動密集性下降，同時其工業化程度上升。法律規定銀行必須向農務行業提供低廉信貸和透過泰國農業合作社銀行（BAAC）提供自身信貸，政府因而能增加在教育、水利和農村道路方面的投資，農業在1983年和2007年之間持續增長2.2％。另一方面，農民利用投資作多元化發展，令農業在農村就業的比例降至一半。
自1960年代起，農業受到工業化和美國化影響，相關收入對泰國金融的重要性下滑，但繼續發揮提供就業、自給自足、支撐農村社會和保存文化的作用。在技術和經濟上的全球化趨勢下，農業逐步轉型至食品業，較貧困地區以外的小農戶體驗傳統環境和人文價值明顯下降。

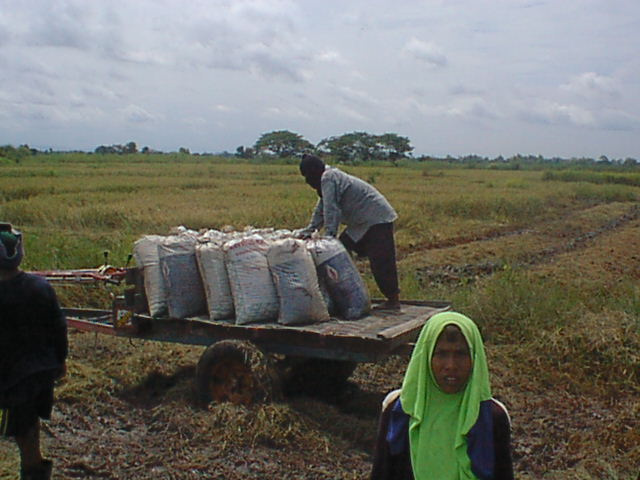
农民们将大米装上拖拉机

自1960年代起，私營和公營的農務企業大幅擴展，為自給農民引進現代化概念，然而自給農業的密集式綜合生產系統繼續提供非金錢上的效率，其中包括社會福利。因此現時在規劃上，農業既被視為社會事業，也被視為金融行業，反映其環境和文化價值受到更大重視。2004年，19.5％農民是「專業農民」。
泰國獨有的灌溉技術已有逾千年歷史，行政架構也源自農業用水控制，某些農產品的生產和出口量也有全球領導地位，其中一間農務企業更是世界上最大的跨國公司之一，有能力從現有技術進一步大幅提高生產力。
泰國在生產和出口稻米、橡膠、菠蘿罐頭和黑虎蝦均居世界首位，雞肉和其他農產品的出口量可供該國四倍人口食用，遙遙領先亞洲其他地區，當局也計劃增加活牲畜出口量。然而該國工業化的速度難與中國媲美，因此短期內在社會、環境和經濟方面仍然是全世界最主要的農業國家之一。

## 氣候變化對泰國農業的影響
泰國是農業生產量最高的國家之一。因為泰國的優勢是用巨大土地和優良的天氣環境，提供高農業生產量的國家並保持競爭力。農業為泰國作出了約1兆2600億的國內生產總值。可是因為全球氣候改變和氣溫持續上升，泰國為此需要努力奮鬥。
於2011年尾，泰國被大洪水侵襲，大約40,000塊米田受到影響，並約100,000的養殖魚和蝦池都被洪水淹沒，並估計有110,500隻家畜損失。災難對泰國的農業非常巨大，使得泰國失去世界主要農業國的地位。
通過預測未來的氣候變化趨勢，泰國各地氣溫將會穩固的逐步上升1.2-2攝氏度。除泰國南部和東南部分地區的年均降水量會增加外，其他大部地區將會呈下降趨勢，預計未來五年內降水量將維持在1400毫米。泰國農民意識到變化的氣候條件將極大影響他們的農業生産：大量的降水可能對北部地區的木薯作物以及中部地區的蔗糖、水稻作物産生破壞。由于有影響新生命和免疫系統存活率的熱壓力，水的溫度和質量會導致牲畜質量的下降。
由于气温逐年升高，泰国政府不得不扶持泰国农民以减轻氣候變化對泰國農業的影響，出台包括“气候变化管理（的）国家战略（National Strategy for climate change management）”和“针对农业的气候变化缓解规划（Climate Change Alleviation Plan for Agriculture）”在内的多项政策和改革措施。成立“气候变化知识信息中心（Climate Change Knowledge Information Center）”，提供关于气候变化的知识、信息和科研成果；成立“农业部水资源管理中心（Water Resource Management in Agriculture Sector）”，规划用水量，有效管理多地区的水质；成立“自然灾害管理委员会（Natural Disaster Management）”，预报自然灾害，为受灾人群提供救助。

### 書目
- Lindsay Falvey, (2000). Thai Agriculture, Golden Cradle of Millennia, Kasetsart University Press. ISBN 974-553-816-7.
Also available in the Thai language as karn kaset thai, and full text of both languages are available at